# 45. Primetime Emmy-gála
A 45. Primetime Emmy-gála során az 1992 és 1993 között főműsoridőben bemutatott, amerikai televíziós programokat értékelték. A jelölteket az Academy of Television Arts & Sciences választotta ki. A Los Angeles-i Pasadena Civic Auditoriumben tartott ceremóniát az ABC tűzte műsorra 1993. szeptember 19-én. A műsor házigazdája Angela Lansbury volt.

## Győztesek és jelöltek
A nyertesek félkövérrel jelölve.

### Műsorok
| Legjobb vígjátéksorozat | Legjobb drámasorozat |
| --- | --- |
| - Seinfeld (NBC) - Cheers (NBC) - Házi barkács (ABC) - The Larry Sanders Show (HBO) - Murphy Brown (CBS)                                                 | - Kisvárosi rejtélyek (CBS) - Homefront (ABC) - I'll Fly Away (NBC) - Esküdt ellenségek (NBC) - Miért éppen Alaszka? (CBS)                                         |
| Legjobb varietésorozat | Legjobb varieté különkiadás |
| - Saturday Night Live (NBC) - Late Night with David Letterman (NBC) - MTV Unplugged (MTV) (Epizód: "Rod Stewart") - The Tonight Show with Jay Leno (NBC) | - Bob Hope: The First 90 Years (NBC) - 46. Tony-gála (CBS) - 65. Oscar-gála (ABC) - Anyuci tutira megy (Showtime) - Sondheim: A Celebration at Carnegie Hall (PBS) |
| Legjobb tévéfilm | Legjobb minisorozat |
| - A füstbement terv (HBO) - Sztálin (HBO) - Egy elhibázott élet (HBO) - Anyuci tutira megy (HBO) - Tru (PBS)                                             | - Prime Suspect II (PBS) - Alex Haley's Queen (CBS) - Családi fényképek (ABC) - Michael Jackson és testvérei - Az amerikai álom (ABC) - Sinatra (CBS)              |

### Színészek

#### Főszereplők
| Legjobb férfi főszereplő (vígjátéksorozat) | Legjobb női főszereplő (vígjátéksorozat) |
| --- | --- |
| - Ted Danson (Sam Malone) - Cheers (NBC) (Epizód: "The Guy Can't Help It") - Tim Allen (Tim Taylor) - Házi barkács (ABC) (Epizód: "Where There's a Will, There's a Way") - John Goodman (Dan Conner) - Roseanne (ABC) (Epizód: "Terms of Estrangement", Part 2) - Jerry Seinfeld (Jerry Seinfeld) - Seinfeld (NBC) (Epizód: "The Opera") - Garry Shandling (Larry Sanders) - The Larry Sanders Show (HBO) (Epizód: "What Have You Done for Me Lately?") | - Roseanne Arnold (Roseanne Conner) - Roseanne (ABC) (Epizód: "Wait Till Your Father Gets Home") - Kirstie Alley (Rebecca Howe) - Cheers (NBC) (Epizód: "One for the Road") - Candice Bergen (Murphy Brown) - Murphy Brown (CBS) (Epizód: "Games Mothers Play") - Helen Hunt (Jamie Buchman) - Megőrülök érted (NBC) (Epizód: "Pilot") - Marion Ross (Sophie Berger) - Brooklyn-híd (CBS) (Epizód: "Brave New Worlds")            |
| Legjobb férfi főszereplő (drámasorozat) | Legjobb női főszereplő (drámasorozat) |
| - Tom Skerritt (Jimmy Brock) - Kisvárosi rejtélyek (CBS) (Epizód: "High Tidings") - Scott Bakula (Sam Beckett) - Quantum Leap – Az időutazó (NBC) (Epizód: "Lee Harvey Oswald") - Michael Moriarty (Ben Stone) - Esküdt ellenségek (NBC) (Epizód: "Night and Fog") - Rob Morrow (Joel Fleischman) - Miért éppen Alaszka? (CBS) (Epizód: "Kaddish") - Sam Waterston (Forrest Bedford) - I'll Fly Away (NBC) (Epizód: "All in the Life")                  | - Kathy Baker (Jill Brock) - Kisvárosi rejtélyek (CBS) (Epizód: "Hálaadás") - Swoosie Kurtz (Alex Halsey) - Sisters (NBC) (Epizód: "Mirror, Mirror") - Angela Lansbury (Jessica Fletcher) - Gyilkos sorok (CBS) (Epizód: "A prérifarkas átka") - Regina Taylor (Lilly) - I'll Fly Away (NBC) (Epizód: "Comfort and Joy") - Janine Turner (Maggie O'Connell) - Miért éppen Alaszka? (CBS) (Epizód: "Szerelem, átkozott gyötrelem") |
| Legjobb férfi főszereplő (minisorozat vagy különkiadás) | Legjobb női főszereplő (minisorozat vagy különkiadás) |
| - Robert Morse (Truman Capote) - Tru (PBS) - Robert Blake (John List) - Judgment Day: The John List Story (CBS) - Robert Duvall (Joszif Visszarionovics Sztálin) - Sztálin (HBO) - James Garner (F. Ross Johnson) - A füstbement terv (HBO) - James Woods (Roy Marcus Cohn) - Egy elhibázott élet (HBO) | - Holly Hunter (Wanda Holloway) - Anyuci tutira megy (HBO) - Glenn Close (Sarah Witting) - A szél ellenében (CBS) - Helen Mirren (Jane Tennison) - Prime Suspect II (PBS) - Maggie Smith (Violet Venable) - Suddenly, Last Summer (PBS) - Joanne Woodward (Nell Harrington) - Mélypont (CBS) |

#### Mellékszereplők
| Legjobb férfi mellékszereplő (vígjátéksorozat) | Legjobb női mellékszereplő (vígjátéksorozat) |
| --- | --- |
| - Michael Richards (Cosmo Kramer) - Seinfeld (NBC) (Epizód: "The Watch", "The Junior Mint") - Jason Alexander (George Costanza) - Seinfeld (NBC) (Epizód: "The Contest", "The Outing") - Michael Jeter (Herman Stiles) - Kisvárosi mesék (CBS) (Epizód: "Harlan Deals a Meal", "The Really Odd Couple") - Jeffrey Tambor (Hank Kingsley) - The Larry Sanders Show (HBO) (Epizód: "Guest Host", "Hank's Contract") - Rip Torn (Arthur) - The Larry Sanders Show (HBO) (Epizód: "The Spiders Episode", "The New Producer")                 | - Laurie Metcalf (Jackie Harris) - Roseanne (ABC) (Epizód: "Crime and Punishment", "Wait Till Your Father Gets Home") - Shelley Fabares (Christine Armstrong) - Coach (ABC) (Epizód: "Love Me Tender", "Vows") - Sara Gilbert (Darlene Conner) - Roseanne (ABC) (Epizód: "Good Girls, Bad Girls", "Playing with Matches") - Julia Louis-Dreyfus (Elaine Benes) - Seinfeld (NBC) (Epizód: "The Contest", "The Airport") - Rhea Perlman (Carla Tortelli) - Cheers (NBC) (Epizód: "Loathe and Marriage", "It's Lonely on the Top") |
| Legjobb férfi mellékszereplő (drámasorozat) | Legjobb női mellékszereplő (drámasorozat) |
| - Chad Lowe (Jesse McKenna) - Az élet megy tovább (ABC) (Epizód: "Lost Weekend", "Bedfellows") - Barry Corbin (Maurice J. Minnifield) - Miért éppen Alaszka? (CBS) (Epizód: "A nagy eszem-iszom", "Esküdt ellenségek") - John Cullum (Holling Vincoeur) - Miért éppen Alaszka? (CBS) (Epizód: "Jó pap holtig tanul", "Sár és vér") - Fyvush Finkel (Douglas Wambaugh) - Kisvárosi rejtélyek (CBS) (Epizód: "Hálaadás", "Testpolitika") - Dean Stockwell (Al Calavicci) - Quantum Leap (NBC) (Epizód: "Lee Harvey Oswald", "Halálos idő") | - Mary Alice (Marguerite Peck) - I'll Fly Away (NBC) (Epizód: "Ruler of My Heart", "The Third Man") - Cynthia Geary (Shelly Tambo) - Miért éppen Alaszka? (CBS) (Epizód: "Kaddish", "Sár és vér") - Kay Lenz (Maggie Zombro) - Reasonable Doubts (NBC) (Epizód: "Two Women", "Wish You Were Here") - Kellie Martin (Becca Thatcher) - Life Goes On (ABC) (Epizód: "Visions", "Last Wish") - Peg Phillips (Ruth Anne) - Miért éppen Alaszka? (CBS) (Epizód: "Csalás és ámítás", "Megvilágosodás")                                |
| Legjobb férfi mellékszereplő (minisorozat vagy különkiadás) | Legjobb női mellékszereplő (minisorozat vagy különkiadás) |
| - Beau Bridges (Terry Harper) - Anyuci tutira megy (HBO) - Brian Dennehy (John McArthur) - Murder in the Heartland (ABC) - Jonathan Pryce (Henry Kravis) - A füstbement terv (HBO) - Peter Riegert (Peter Cohen) - A füstbement terv (HBO) - Maximilian Schell (Vlagyimir Iljics Lenin) - Sztálin (HBO) | - Mary Tyler Moore (Georgia Tann) - Eladott gyermekek (Lifetime) - Ann-Margret (Sally Jackson) - Alex Haley's Queen (CBS) - Lee Grant (Dora Cohn) - Egy elhibázott élet (HBO) - Peggy McCay (Virginia Bembenek) - Woman on the Run: The Lawrencia Bembenek Story (NBC) - Joan Plowright (Olga) - Sztálin (HBO) |

#### Egyedülálló alakítások
| Legjobb egyedülálló alakítás varieté vagy zenés műsorban |
| --- |
| - Dana Carvey – Saturday Night Live (NBC) - Cirque du Soleil – The Tonight Show with Jay Leno (NBC) - Billy Crystal – 65. Oscar-gála (ABC) - Liza Minnelli – Liza Minnelli: Live from Radio City Music Hall (PBS) - Lily Tomlin – Anyuci tutira megy (Showtime) |

### Rendezők
| Legjobb rendező (vígjátéksorozat) | Legjobb rendező (drámasorozat) |
| --- | --- |
| - Dream On (HBO) (Epizód: "For Peter's Sake") – Betty Thomas - Cheers (NBC) (Epizód: "One for the Road") – James Burrows - Dream On (HBO) (Epizód: "And Bimbo Was His Name-O") – Eric Laneuville - Murphy Brown (CBS) (Epizód: "You Say Potatoe, I Say Potato") – Peter Bonerz - Seinfeld (NBC) (Epizód: "The Contest") – Tom Cherones | - Gyilkos utcák (NBC) (Epizód: "Gone for Goode") – Barry Levinson - I'll Fly Away (NBC) (Epizód: "Until Tomorrow") – Eric Laneuville - Esküdt ellenségek (NBC) (Epizód: "Conspiracy") – Edwin Sherin - Sirens (ABC) (Epizód: "What We Talk About When We Talk About Love") – Robert Butler - Sisters (NBC) (Epizód: "Crash and Born") – Nancy Malone - Az ifjú Indiana Jones kalandjai (ABC) (Epizód: "Northern Italy, 1918") – Bille August |
| Legjobb rendező (varietésorozat vagy különkiadás) | Legjobb rendező (minisorozat vagy különkiadás) |
| - 46. Tony-gála (CBS) – Walter C. Miller - 65. Oscar-gála (ABC) – Jeff Margolis - Black and Blue (PBS) – Robert Altman - Late Night with David Letterman (NBC) – Hal Gurnee | - Sinatra (CBS) – James Steven Sadwith - A füstbement terv (HBO) – Glenn Jordan - Egy elhibázott élet (HBO) – Frank Pierson - Anyuci tutira megy (HBO) – Michael Ritchie - A Town Torn Apart (NBC) – Daniel Petrie |

### Forgatókönyvírók
| Legjobb forgatókönyv (vígjátéksorozat) | Legjobb forgatókönyv (drámasorozat) |
| --- | --- |
| - Seinfeld (NBC) (Epizód: "The Contest") – Larry David - Dream On (HBO) (Epizód: "For Peter's Sake") – David Crane, Marta Kauffman - The Larry Sanders Show (HBO) (Epizód: "The Hey Now Episode") – Garry Shandling, Dennis Klein - The Larry Sanders Show (HBO) (Epizód: "The Spider Episode" – Garry Shandling, Rosie Shuster, Paul Simms, Peter Tolan - Seinfeld (NBC) (Epizód: "The Outing") – Larry Charles | - Gyilkos utcák (NBC) (Epizód: "Three Men and Adena") – Tom Fontana - Homefront (ABC) (Epizód: "The Lacemakers") – Bernard Lechowick - Esküdt ellenségek (NBC) (Epizód: "Manhood") – Walon Green, Robert Nathan - Miért éppen Alaszka? (CBS) (Epizód: "Kaddish") – Jeff Melvoin - Miért éppen Alaszka? (CBS) (Epizód: "Napkórság") – Geoffrey Neigher |
| Legjobb forgatókönyv (varietésorozat vagy különkiadás) | Legjobb forgatókönyv (minisorozat vagy különkiadás) |
| - The Ben Stiller Show (Fox) - The Kids in the Hall (HBO) - Late Night with David Letterman (NBC) - Rick Reynolds: Only the Truth Is Funny (Showtime) - Saturday Night Live (NBC) | - Anyuci tutira megy (HBO) – Jane Anderson - A füstbement terv (HBO) – Larry Gelbart - Egy elhibázott élet (HBO) – David Franzoni - Családi fényképek (ABC) – Jennifer Miller - Sztálin (HBO) – Paul Monash |

## Fordítás
- Ez a szócikk részben vagy egészben  a(z)   45th Primetime Emmy Awards című angol Wikipédia-szócikk fordításán alapul.  Az eredeti cikk szerkesztőit annak laptörténete sorolja fel. Ez a jelzés csupán a megfogalmazás eredetét és a szerzői jogokat jelzi, nem szolgál a cikkben szereplő információk forrásmegjelöléseként.